# Svante Stockselius
Stig Svante Stockselius (Hudiksvall, 31 de diciembre de 1955) es un periodista sueco y ejecutivo de televisión, que fue supervisor jefe de dos festivales musicales de la Unión Europea de Radiodifusión (UER): el Festival de Eurovisión (ESC) y el Festival de Eurovisión Junior (JESC), desde 2003 hasta 2010.

## Biografía
Svante Stockselius creció en Ockelbo, una pequeña ciudad en el centro de Suecia. Allí comenzó su carrera como periodista. Cuando tenía 16 años empezó a trabajar para el periódico Expressen con sede en Estocolmo.
Fue jefe de la división de entretenimiento de la televisión pública sueca (Sveriges Television) desde finales de la década de 1990, y ejerció como supervisor jefe del Festival de la Canción de Eurovisión 2000 celebrado en Estocolmo. Durante su mandato también propuso modernizaciones en el festival musical Melodifestivalen, al introducir cuatro semifinales y una repesca anterior a la final desde 2002.
Con la victoria de Estonia en el Festival de Eurovisión de 2001, la televisión pública estonia le ofreció participar en la organización del Festival de 2002. A su conclusión fue contratado por el canal privado sueco TV4, y en 2003 la Unión Europea de Radiodifusión le nombró supervisor jefe del Festival de la Canción de Eurovisión, cargo que ostentaría durante siete ediciones hasta el 31 de diciembre de 2010. A su vez le tocó supervisar las primeras ediciones del Festival de Eurovisión Junior.
Después de su retirada, se mantuvo en la dirección de los premios Kristallen de la televisión sueca hasta 2016.